# Julie Bishop (politica)
Julie Isabel Bishop (Lobethal, 17 luglio 1956) è una politica australiana che è stata ministro degli Affari esteri dal 2013 al 2018 e vice leader del Partito Liberale dal 2007 al 2018. È stata membro del Parlamento (MP) per Curtin dal 1998 al 2019 ed è rettore dell'Australian National University dal gennaio 2020. È la prima donna a ricoprire questo incarico.

## Biografia
Bishop è nata a Lobethal, nell'Australia meridionale. È la terza di quattro figli nati da Isabel Mary (nata Wilson) e Douglas Alan Bishop; ha due sorelle maggiori e un fratello minore. Bishop ha descritto i suoi genitori come "i classici liberali di Robert Menzies". Suo padre era un frutticoltore, mentre la famiglia di sua madre era coltivatrice di pecore e grano. Sia sua madre che suo nonno William Bishop erano attivi nel governo locale, avendo fatto i sindaci del Consiglio distrettuale di East Torrens.
Bishop è cresciuta in un frutteto di mele e ciliegi a Basket Range. L'anno prima della sua nascita, l'area fu rasa al suolo negli incendi della Domenica Nera. Bishop ha iniziato i suoi studi alla Basket Range Primary School e successivamente ha frequentato la St Peter's Collegiate Girls 'School ad Adelaide. Si è quindi laureata in legge all'Università di Adelaide nel 1978. Mentre era all'università ha svolto due lavori part-time come barista: uno al Football Park e uno in un pub a Uraidla.

## Carriera

### Attività da avvocato
Dopo la laurea in giurisprudenza, Bishop è entrata a far parte di Wallmans, uno studio legale con sede ad Adelaide, come prima impiegata donna.  Se ne andò dopo meno di un anno, in parte a causa di un incidente in cui un socio anziano le chiese di svolgere compiti di cameriera. Nel 1982, all'età di 26 anni, divenne socia della ditta Mangan, Ey & Bishop. L'anno successivo sposò l'imprenditore immobiliare dell'Australia occidentale Neil Gillon e si trasferì a Perth.
Bishop si unì a Robinson Cox come avvocato specializzato in controversie commerciali e ne divenne socio a pieno titolo nel 1985. Secondo Kerry Stokes, "nella professione legale era una persona molto determinata [...] ] Non è stato scritto molto su quanto Julie fosse una brava dirigente: responsabile dell'amministrazione e della gestione di una partnership, non solo un avvocato".
Alla fine degli anni '80, Robinson Cox fu assunto dalla CSR Limited per difendersi dalle richieste di risarcimento avanzate dai lavoratori delle miniere di amianto, che avevano contratto il mesotelioma mentre lavoravano per Midalco, una filiale della CSR. Bishop faceva parte della squadra assegnata al caso, che sviluppò la tesi secondo cui una società non era legalmente responsabile delle azioni delle sue filiali. La Corte Suprema dell'Australia Occidentale alla fine decise di squarciare il velo aziendale e ritenere la CSR responsabile delle azioni di Midalco; il contendente principale è morto prima della conclusione del caso, durato otto mesi. Dopo essere diventata una figura pubblica, Bishop è stata accusata dagli oppositori di agire in modo immorale coinvolgendosi nel caso. Ha affermato di essersi comportata in modo etico e professionale, e in base ai consigli procedurali forniti dagli avvocati Robert French e David Malcolm (entrambi futuri giudici).
In qualità di consulente legale della Western Australian Development Corporation, Bishop ha assistito nella costituzione di diverse nuove imprese governative, tra cui Gold Corporation (l'operatore della Perth Mint), LandCorp ed Eventscorp (una divisione di Tourism Western Australia). Robinson Cox si è fusa con l'azienda più grande di Clayton Utz nel 1992, ed è stata nominata socio amministratore dell'ufficio di Perth dell'azienda nel 1994.  Nel 1996, Bishop ha frequentato la Harvard Business School per otto settimane per completare il programma di gestione avanzata per dirigenti senior. Ha attribuito a uno dei suoi docenti, George C. Lodge, il merito di averla ispirata ad entrare nella vita pubblica. Nel 1997, è stata eletta al senato dell'Università di Murdoch e nominata direttrice dello Special Broadcasting Service (SBS).

### Attività politica
Bishop è stata eletta al parlamento alle elezioni federali del 1998, in rappresentanza della Divisione di Curtin nella periferia occidentale di Perth. Nel governo Howard, è stata ministro per l'invecchiamento (2003-2006), ministro per l'istruzione e la scienza (2006-2007) e ministro per le donne (2006-2007).
Dopo che la Coalizione perse le elezioni del 2007, Bishop fu eletta vice leader del Partito Liberale. È stata la prima donna a ricoprire la carica ed è stata rieletta alla carica in seguito a molteplici sbalzi di leadership dopo la sua elezione iniziale. Durante il suo periodo come vice, c'erano tre diversi leader liberali: Brendan Nelson, Malcolm Turnbull e Tony Abbott. Quando la Coalizione tornò al potere alle elezioni del 2013, Bishop fu nominata Ministro degli Affari Esteri nel governo Abbott. È stata la prima donna ministro degli Esteri australiano. Le questioni emerse durante il suo mandato includevano modifiche al programma di aiuti esteri australiano, l'intervento militare internazionale contro l'ISIL, l'abbattimento del volo 17 della Malaysia Airlines e l'esecuzione di cittadini australiani da parte dell'Indonesia.
Nell'agosto 2018, Peter Dutton ha sfidato Turnbull per la leadership del Partito Liberale, a causa dell'insoddisfazione dell'ala conservatrice del partito. Turnbull ha sconfitto Dutton in una votazione per la leadership, ma le tensioni hanno continuato a crescere e il partito ha votato a favore di una seconda fuoriuscita; Bishop ha scelto di essere candidata. Nella seconda votazione, Bishop è stata eliminata al primo turno da Peter Dutton e Scott Morrison, con Morrison eletto leader del partito (e quindi primo ministro) al secondo turno.
 Ha rifiutato di mantenere il portafoglio degli affari esteri nel Ministero Morrison, spostandosi invece in secondo piano. Bishop si è ritirata dalla politica l'11 aprile 2019, prima delle imminenti elezioni federali.
Il 1º gennaio 2020, Bishop ha iniziato il suo mandato come rettore dell'Università nazionale australiana.

## Vita privata
Bishop è stata sposata con l'imprenditore immobiliare Neil Gillon dal 1983 al 1988, assumendo il suo cognome per tutta la durata del matrimonio. Successivamente ha avuto rapporti con il senatore Ross Lightfoot e l'ex sindaco di Perth Peter Nattrass. Ha avuto una relazione con l'uomo d'affari David Panton dal 2014 al 2022.
Bishop non ha figli. In risposta alle ripetute domande dei media sull'argomento, ha affermato che "non avrò figli, non ha senso lamentarsi di ciò che è stato o di ciò che avrebbe potuto essere" e che si sente "incredibilmente fortunata ad aver avuto il tipo di carriera che mi consuma così tanto che non sento di avere un vuoto nella mia vita".

### Barbie Bishop
Nel luglio 2021, Mattel ha creato una bambola Barbie Julie Bishop "per la sua pionieristica carriera politica".